# Olympische Winterspiele 1988/Teilnehmer (Zypern)
| Gelbes Symbol für Goldmedaillen mit stilisierten Olympischen Ringen | Graues Symbol für Silbermedaillen mit stilisierten Olympischen Ringen | Braundes Symbol für Bronzemedaillen mit stilisierten Olympischen Ringen |
| ------------------------------------------------------------------- | --------------------------------------------------------------------- | ----------------------------------------------------------------------- |
| —                                                                   | —                                                                     | —                                                                       |

Die Republik Zypern nahm an den Olympischen Winterspielen 1988 im kanadischen Calgary mit drei Athleten teil.

## Flaggenträger
Die alpine Skirennläuferin Karolina Fotiadou trug die Flagge Zyperns während der Eröffnungsfeier.

## Teilnehmer nach Sportarten

### Ski alpin
| Frauen - Karolina Fotiadou Riesenslalom: 27. Platz: 2:44,58 min Slalom: 26. Platz: 2:14,92 min |

| Männer - Sokratis Aristodimou Super-G: 48. Platz: 2:03,10 min Riesenslalom: 54. Platz: 2:37,07 min Slalom: 32. Platz: 2:16,10 min - Alechis Fotiadis Super-G: Ausgeschieden Riesenslalom: 58. Platz: 2:43,62 min Slalom: Ausgeschieden |